# パリの恋人 (テレビドラマ)
『パリの恋人』（パリのこいびと、原題：파리의 연인）は、2004年6月12日から2004年8月15日まで韓国SBSで放送された連続テレビドラマ。全20話。ヒロインをキム・ジョンウンが演じ、パク・シニャンが財閥系の自動車会社社長役を演じた恋愛劇。物語はパリでの二人の出会いから始まり、第4話から舞台は韓国ソウルに移る。
最終回の視聴率が約57%を記録し、全話の平均視聴率は約42%で、MBCの『宮廷女官チャングムの誓い』に次いで平均視聴率で2004年の年間第2位となった。2005年5月に開催された第41回百想芸術大賞のテレビ部門では本作が大賞を受賞し、同時にキム・ジョンウンが女優最優秀演技賞、キム・ウンスクとカン・ウンジョンが脚本賞を受賞した。
ドラマ全編の動画がSBSの公式ウェブサイトで無料で公開されている。
本作の脚本家キム・ウンスクと演出家シン・ウチョルのコンビによる作品は、本作以降SBSで翌2005年に『プラハの恋人』が放送され、2006年には『恋人』が放送された。その後もこのコンビによる作品は2008年に『オンエアー』が、2009年に『シティーホール』が、2010年から2011年に『シークレット・ガーデン』が、2012年に『紳士の品格』がいずれもSBSで放送された。制作は本作『パリの恋人』がキャッスルインザスカイ(캐슬인더스카이)、次作『プラハの恋人』はオリーブナイン(올리브나인)である。

## ストーリー
パリの語学学校に通う韓国人カン・テヨン。彼女はここで、家政婦のアルバイト先の雇用主である同じ韓国人のハン・ギジュに出会う。その後、テヨンはギジュと何度か関わることになる。しかし、テヨンが韓国に帰国すると、叔父の借金のために父の大事なカメラを取られてしまい、パリに戻れなくなってしまう。ギジュもまた、韓国に帰国する。父の大事なカメラを取り戻すため、債権者であるGD自動車へ乗り込むが、そこはギジュが社長をする会社であった。いくつもの試練に遭遇しながらも、互いに惹かれ合っていく。

## 登場人物

### 主要人物
カン・テヨン
演 - キム・ジョンウン
パリ留学中にハン・ギジュの家の家政婦になる。
ハン・ギジュ
演 - パク・シニャン
GD自動車社長。財閥の御曹司。
ユン・スヒョク
演 - イ・ドンゴン
ギジュの姉の子。パリでテヨンと知り合う。GD自動車に入社する。ギジュの弟であることが分かる。

### ギジュの周辺人物
ペク・スンギョン
演 - キム・ソヒョン
ギジュの妻だったが離婚した。
ハン・ギヘ
演 - チョン・エリ
ギジュの姉。スヒョクの母。
ハン・ソンフン
演 - キム・ソンウォン
GD自動車会長。ギジュとギヘの父。
チェ・ウォンジェ
演 - パク・ヨンジ
GD自動車理事。
キム・スンジュン
演 - ドンタク
ギジュの後輩で秘書。

### ユナと周辺人物
ムン・ユナ
演 - オ・ジュウン
議員の娘。テヨンとは高校の同級生。ギジュに婚約を破棄される。
ユナの母
演 - ソ・グォンスン

### テヨンの周辺人物
イ・ヤンミ
演 - チョ・ウンジ
テヨンの友だち。
カン・ピルボ
演 - ソン・ドンニル
テヨンの叔父。
カン・ゴン
演 - キム・ヨンチャン
ピルボの息子、テヨンの従弟。。
テヨンの先輩
演 - キム・チョン

## 韓国国外での放送
フィリピンで2005年に放送されて人気になった。日本では2005年に日本語吹き替え版が放送され、2006年に字幕版が放送された。

### 日本
地上波では、日本テレビにて2005年3月1日から4月6日まで毎週月曜から木曜の10時30分から11時25分に吹き替え版が全21話で放送された。BS日テレでは2006年1月16日から2006年まで毎週月曜から木曜の26時30分から27時30分に字幕版が放送された。
日本語吹替
- カン・テヨン：魏涼子
- ハン・ギジュ：東地宏樹
- ユン・スヒョク：三木眞一郎
- ハン・ギヘ：高島雅羅
- ムン・ユナ：坂本真綾
- ペク・スンギョン：安藤麻吹
- キム・スンジュン：塩塚晃平
- ハン会長：平野稔
- チェ理事：佐々木敏

## フィリピン版ドラマ
フィリピンでKC Concepcionらが出演するフィリピン版Lovers in Parisが新たに制作され、2009年9月28日から12月11日までABS-CBNで55回にわたって放送された。
YouTubeでABS-CBN Entertainmentによって動画が公開されている。

### フィリピン版の登場人物

#### 主要人物
ビビアン
演 - KC Concepcion
パリに留学する。カルロの家の家政婦になる。
カルロ
演 - Piolo Pascual
実業家。ビビアンを雇う。
マーティン
演 - Zanjoe Marudo
カルロの甥。

#### カルロの周辺人物
カレン
演 - Maricar Reyes
カルロの元妻。
ルイーズ
演 - Rachel Ann Wolfe
カルロの姉で、マーティンの母。
アラナズ社長
演 - Christopher De Leon
カルロの上司。
ジョン・パルマ
演 - Mark Gil
アラナズの会社の会計士。
ジューン
演 - Hyubs Azarcon
カルロの忠実な部下。

#### ビビアンの周辺人物
ユニス
演 - Assunta De Rossi
ビビアンの元同級生。カルロに夢中。
ミシェル
演 - Kaye Brosas
ビビアンの親友。
ポポイ
演 - Ching Arellano
ビビアンの叔父。